# Marvin van der Pluijm
Marvin van der Pluijm (* 11. Januar 1979 in Raamsdonksveer) ist ein ehemaliger niederländischer Radrennfahrer.

## Leben
Marvin van der Pluijm begann seine Karriere 2002 bei dem Radsportteam Bert Story-Piels. 2004 wechselte er zu Van Hemert-Eurogifts, wo er den Ster van Zwolle, die Omloop der Kempen und eine Etappe bei der Olympia’s Tour für sich entschied. Im Jahr darauf gewann er erneut eine Etappe bei der Olympia’s Tour. Ab 2006 fuhr er für das niederländische Continental Team Ubbink-Syntec. In seinem ersten Jahr dort konnte er zum zweiten Mal den Ster van Zwolle gewinnen.

## Erfolge
2004
- eine Etappe Olympia’s Tour
- Noord-Nederland Tour
- Omloop der Kempen
- eine Etappe Volta Ciclista Provincia Tarragona
- Profronde van Fryslân (Sieger gemeinsam mit 21 weiteren Fahrern aufgrund einer Fehlleitung auf der Strecke)
- Ster van Zwolle

2005
- eine Etappe Olympia’s Tour

2006
- Ster van Zwolle

## Teams
- 2002 Bert Story-Piels
- 2003 Bert Story-Piels
- 2004 Van Hemert-Eurogifts
- 2005 Eurogifts.com
- 2006 Ubbink-Syntec
- 2007 Ubbink-Syntec
- 2008 P3 Transfer-Batavus
- 2009 Metec LSE Cycling Team